# Sphaeradenia asplundii
Sphaeradenia asplundii là một loài thực vật có hoa trong họ Cyclanthaceae. Loài này được (Harling) Harling miêu tả khoa học đầu tiên năm 1954.